# Villers-Châtel
Pour les articles homonymes, voir Villers.
Villers-Châtel est une commune française située dans le département du Pas-de-Calais en région Hauts-de-France.

## Géographie

### Localisation
Villers-Châtel est un village de l'Arrageois dans le Pas-de-Calais situé, à vol d'oiseau, à 17 km au nord-ouest d'Arras (chef-lieu d'arrondissement et préfecture du Pas-de-Calais), 18 km à l'est de Saint-Pol-sur-Ternoise, 17 km au sud de Béthune et 18 km au sud-ouest de Lens.
Il est situé dans l'aire d'attraction d'Arras et la bassin d'emploi de cette ville, ainsi que dans le bassin de vie d'Aubigny-en-Artois.
Le territoire de la commune est limitrophe de ceux de cinq communes.
Les communes limitrophes sont Caucourt, Aubigny-en-Artois, Agnières, Cambligneul et Mingoval.

### Géologie et relief
La superficie de la commune est de 3,17 km2 ; son altitude varie de 111  à   159 mètres.

### Hydrographie
Le territoire de la commune est situé dans le bassin Artois-Picardie.

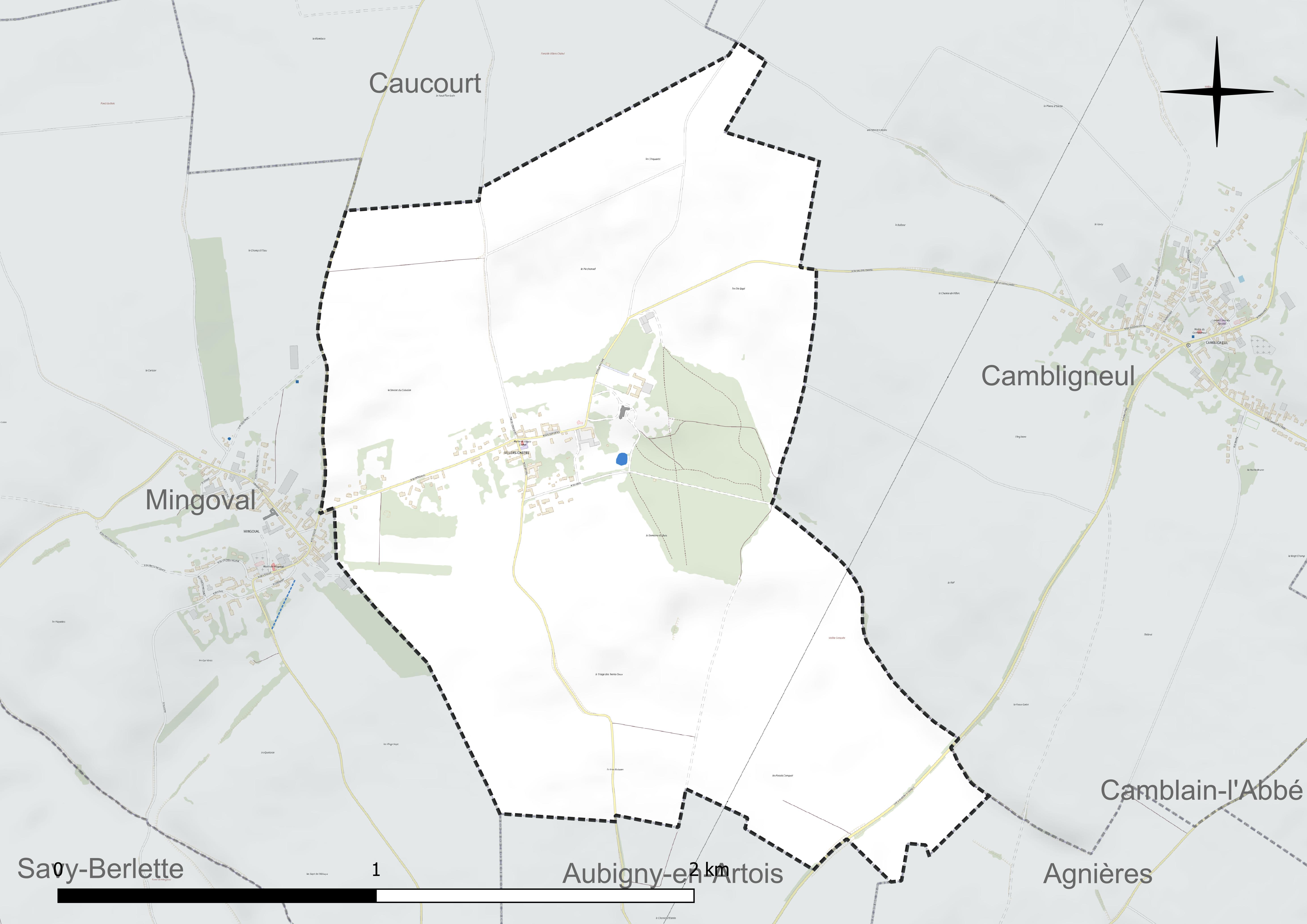
Réseau hydrographique de Villers-Châtel.

Aucun cours d'eau ne la draine.

### Climat
Pour des articles plus généraux, voir Climat des Hauts-de-France et Climat du Pas-de-Calais.
En 2010, le climat de la commune est de type climat océanique dégradé des plaines du Centre et du Nord, selon une étude du CNRS s'appuyant sur une série de données couvrant la période 1971-2000. En 2020, Météo-France publie une typologie des climats de la France métropolitaine dans laquelle la commune est exposée à un climat océanique et est dans la région climatique Côtes de la Manche orientale, caractérisée par un faible ensoleillement (1 550 h/an) ; forte humidité de l’air (plus de 20 h/jour avec humidité relative > 80 % en hiver), vents forts fréquents.
Pour la période 1971-2000, la température annuelle moyenne est de 10 °C, avec une amplitude thermique annuelle de 13,9 °C. Le cumul annuel moyen de précipitations est de 846 mm, avec 12,9 jours de précipitations en janvier et 9,2 jours en juillet. Pour la période 1991-2020, la température moyenne annuelle observée sur la station météorologique la plus proche, située sur la commune de Saulty à 19 km à vol d'oiseau, est de 10,4 °C et le cumul annuel moyen de précipitations est de 899,7 mm,. Pour l'avenir, les paramètres climatiques de la commune estimés pour 2050 selon différents scénarios d'émission de gaz à effet de serre sont consultables sur un site dédié publié par Météo-France en novembre 2022.

## Urbanisme

### Typologie
Au 1er janvier 2024, Villers-Châtel est catégorisée commune rurale à habitat dispersé, selon la nouvelle grille communale de densité à sept niveaux définie par l'Insee en 2022.
Elle est située hors unité urbaine. Par ailleurs la commune fait partie de l'aire d'attraction d'Arras, dont elle est une commune de la couronne,. Cette aire, qui regroupe 163 communes, est catégorisée dans les aires de 50 000 à moins de 200 000 habitants,.

### Occupation des sols

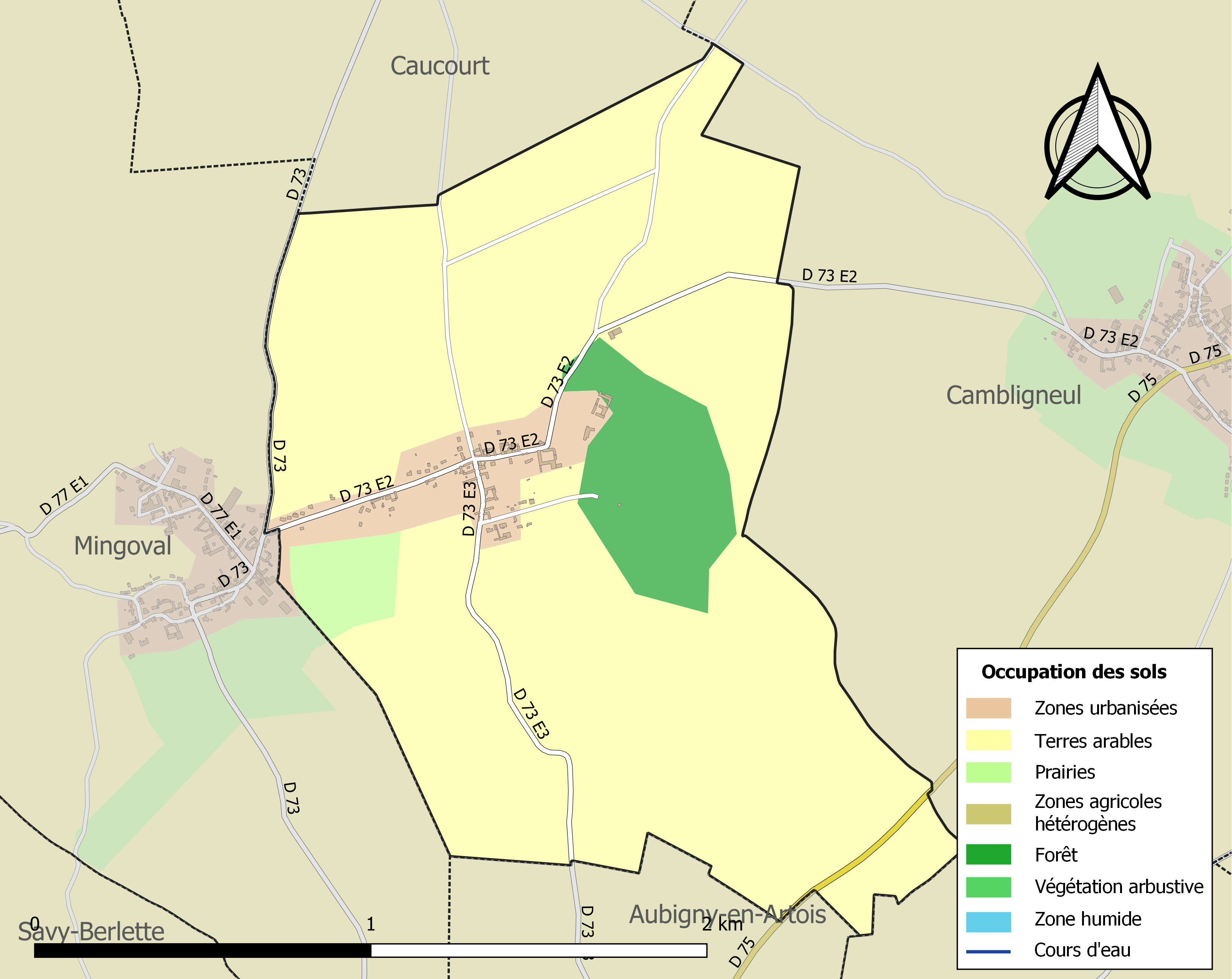
Carte des infrastructures et de l'occupation des sols de la commune en 2018 (CLC).

L'occupation des sols de la commune, telle qu'elle ressort de la base de données européenne d’occupation biophysique des sols Corine Land Cover (CLC), est marquée par l'importance des territoires agricoles (85,5 % en 2018), en diminution par rapport à 1990 (92,1 %). La répartition détaillée en 2018 est la suivante : 
terres arables (83 %), forêts (7,9 %), zones urbanisées (6,6 %), prairies (2,5 %). L'évolution de l’occupation des sols de la commune et de ses infrastructures peut être observée sur les différentes représentations cartographiques du territoire : la carte de Cassini (XVIIIe siècle), la carte d'état-major (1820-1866) et les cartes ou photos aériennes de l'IGN pour la période actuelle (1950 à aujourd'hui).

### Habitat et logement
En 2020, le nombre total de logements dans la commune était de 55, alors qu'il était de 52 en 2015 et de 48 en 2010.
Parmi ces logements, 88,7 % étaient des résidences principales, 3,8 % des résidences secondaires et 7,5 % des logements vacants. Ces logements étaient  tous des maisons individuelles.
Le tableau ci-dessous présente la typologie des logements à Villers-Châtel en 2020 en comparaison avec celle du Pas-de-Calais et de la France entière. Une caractéristique marquante du parc de logements est ainsi la faible proportion des résidences secondaires et logements occasionnels (3,8 %) par rapport au département (6,5 %) et à la France entière (9,7 %).
| Typologie                                               | Villers-Châtel | Pas-de-Calais | France entière |
| ------------------------------------------------------- | -------------- | ------------- | -------------- |
| Résidences principales (en %)                           | 88,7           | 86,1          | 82,1           |
| Résidences secondaires et logements occasionnels (en %) | 3,8            | 6,5           | 9,7            |
| Logements vacants (en %)                                | 7,5            | 7,5           | 8,2            |

## Toponymie
Le nom de la localité est attesté sous les formes Vilers versus Albiniacum (1242) ; Villare (1243) ; Vilers-d’alès-Aubigny (1293) ; Villers-le-Chastel (1421) ; Viller-le-Chastel (1429) ; Viler-Châtel (1739) ; Villers-Castel (1720).
Villers est un appellatif toponymique français qui procède généralement du gallo-roman villare, dérivé lui-même du gallo-roman villa « grand domaine rural », issu du latin villa rustica. Il est apparenté aux types toponymiques Villars, Viller, Villiers, Weiler et Willer.
Châtel fait référence à l'ancienne forteresse qui appartenait au seigneur de Gournay lors du siège d'Arras en 1414.

## Histoire

### Ancien Régime
La famille de Habarcq a possédé le château jusqu'au milieu de XVIe siècle. Il passe ensuite de famille en famille : en 1550 il est à Gilles de Lens puis à la famille de Marquais, à Jérôme de Cassina et François de La Haye, à Pierre-Allard de Lannoy et Philippe de Haynin. En 1747, Nicolas Mazel de Leval l'achète et le transforme fortement.
Sous l'Ancien Régime, la localité fait partie de la province d'Artois, est soumise à l'autorité du gouverneur d'Artois et relève de la coutume d'Artois, tout en disposant d'un droit coutumier local institué en 1535. Rattachée à la paroisse de Mingoval, elle relève du diocèse d'Arras.

### Révolution française et Empire
La localité, initialement rattachée à  Mingoval lors de la création de cette commune par la Révolution française, en est détachée entre l'an II et l'an VIII pour constituer une commune distincte.

### Époque contemporaine
Durant la Première Guerre mondiale, le château est transformé en hôpital de campagne vers lequel le général Barbot, commandant la 77e division alpine, est transporté et meurt lors de son trajet.
Un aérodrome militaire y est aménagé, à 3 km au nord d'Aubigny-en-Artois. Il est utilisé en 1916 par l'aviation française.

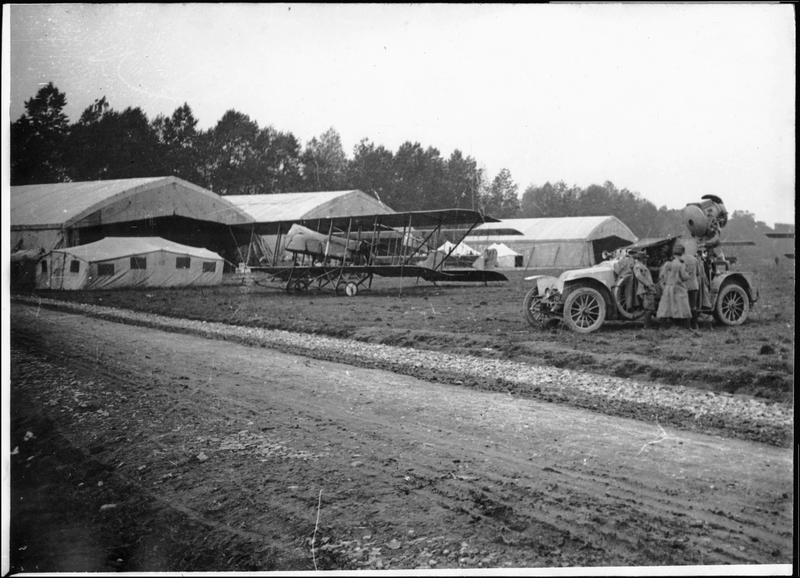
Le champ d'aviation et un véhicule d'observation en 1915.

## Politique et administration

### Rattachements administratifs et électoraux

#### Rattachements administratifs
La commune se trouve depuis 1926 dans l'arrondissement d'Arras du département du Pas-de-Calais
Elle faisait partie depuis 1793 du canton d'Aubigny-en-Artois. Dans le cadre du redécoupage cantonal de 2014 en France, cette circonscription administrative territoriale a disparu, et le canton n'est plus qu'une circonscription électorale.

#### Rattachements électoraux
Pour les élections départementales, la commune fait partie depuis 2014 du canton d'Avesnes-le-Comte
Pour l'élection des députés, elle fait partie de la première circonscription du Pas-de-Calais.

### Intercommunalité
Villers-Châtel était membre de la communauté de communes de l'Atrébatie, un établissement public de coopération intercommunale (EPCI) à fiscalité propre créé en 1999 et auquel la commune avait transféré un certain nombre de ses compétences, dans les conditions déterminées par le code général des collectivités territoriales.
Dans le cadre des dispositions de la loi portant nouvelle organisation territoriale de la République du 7 août 2015, qui prévoit que les établissements publics de coopération intercommunale (EPCI) à fiscalité propre doivent avoir un minimum de 15 000 habitants, cette intercommunalité a fusionné avec ses voisines pour former, le 1er janvier 2017, la communauté de communes des Campagnes de l'Artois, dont est désormais membre la commune

### Liste des maires
| Période                                  | Période                       | Identité                    | Étiquette | Qualité |
| ---------------------------------------- | ----------------------------- | --------------------------- | --------- | --- |
| Les données manquantes sont à compléter. |                               |                             |           | |
|                                          |                               |                             |           | |
|                                          | février 1945                  | Adrien d'Esclaibes d'Hust,. | Royaliste | Comte, avocat, membre du réseau de résistance Jade-Amicol Cadre du scoutisme de France Chevalier de la Légion d'honneur, Croix de guerre 1939-1945 Médaille de la Résistance Lieutenant de l'Ordre du Saint-Sépulcre Déporté à Bergen-Belsen, mort sous la torture |
|                                          |                               |                             |           | |
| mars 2001                                | avril 2014                    | Maurice Brisset             | MoDem     | |
| avril 2014                               | avril 2023                    | Denise Tételin              |           | Fonctionnaire retraitée Démissionnaire |
| mai 2023                                 | En cours (au 26 janvier 2024) | Muriel Sergier              |           | Ancienne profession intermédiaire |

## Équipements et services publics
La mairie et la salle communale, situées dans des locaux construits en 1954, sont rénovées et étendues en 2023 et 2024.

### Enseignement
Les enfants de la commune sont scolarisés avec ceux de Camblain-l'Abbé, Cambligneul et Mingoval dans le cadre d'un regroupement pédagogique intercommunal.

## Population et société

### Démographie

#### Évolution démographique
L'évolution du nombre d'habitants est connue à travers les recensements de la population effectués dans la commune depuis 1800. Pour les communes de moins de 10 000 habitants, une enquête de recensement portant sur toute la population est réalisée tous les cinq ans, les populations de référence des années intermédiaires étant quant à elles estimées par interpolation ou extrapolation. Pour la commune, le premier recensement exhaustif entrant dans le cadre du nouveau dispositif a été réalisé en 2008.

En 2022, la commune comptait 127 habitants, en évolution de −9,29 % par rapport à 2016 (Pas-de-Calais : −0,72 %, France hors Mayotte : +2,11 %).
| 1800 | 1806 | 1821 | 1831 | 1836 | 1841 | 1846 | 1851 | 1856 |
| ---- | ---- | ---- | ---- | ---- | ---- | ---- | ---- | ---- |
| 116  | 125  | 151  | 139  | 133  | 132  | 133  | 139  | 145  |

| 1861 | 1866 | 1872 | 1876 | 1881 | 1886 | 1891 | 1896 | 1901 |
| ---- | ---- | ---- | ---- | ---- | ---- | ---- | ---- | ---- |
| 140  | 131  | 131  | 114  | 131  | 117  | 128  | 128  | 138  |

| 1906 | 1911 | 1921 | 1926 | 1931 | 1936 | 1946 | 1954 | 1962 |
| ---- | ---- | ---- | ---- | ---- | ---- | ---- | ---- | ---- |
| 132  | 112  | 95   | 108  | 101  | 101  | 94   | 109  | 129  |

| 1968 | 1975 | 1982 | 1990 | 1999 | 2006 | 2008 | 2013 | 2018 |
| ---- | ---- | ---- | ---- | ---- | ---- | ---- | ---- | ---- |
| 106  | 76   | 92   | 115  | 123  | 119  | 118  | 140  | 130  |

| 2022 | - | - | - | - | - | - | - | - |
| ---- | - | - | - | - | - | - | - | - |
| 127  | - | - | - | - | - | - | - | - |

#### Pyramide des âges
En 2018, le taux de personnes d'un âge inférieur à 30 ans s'élève à 33,8 %, soit en dessous de la moyenne départementale (36,7 %). De même, le taux de personnes d'âge supérieur à 60 ans est de 19,3 % la même année, alors qu'il est de 24,9 % au niveau départemental.
En 2018, la commune comptait 70 hommes pour 60 femmes, soit un taux de 53,85 % d'hommes, largement supérieur au taux départemental (48,50 %).
Les pyramides des âges de la commune et du département s'établissent comme suit.
| Hommes | Classe d’âge | Femmes |
| ------ | ------------ | ------ |
| 0,0    | 90 ou +      | 0,0    |
| 1,4    | 75-89 ans    | 0,0    |
| 17,1   | 60-74 ans    | 20,0   |
| 24,3   | 45-59 ans    | 26,7   |
| 20,0   | 30-44 ans    | 23,3   |
| 17,1   | 15-29 ans    | 11,7   |
| 20,0   | 0-14 ans     | 18,3   |

| Hommes | Classe d’âge | Femmes |
| ------ | ------------ | ------ |
| 0,5    | 90 ou +      | 1,6    |
| 5,6    | 75-89 ans    | 8,9    |
| 16,7   | 60-74 ans    | 18,1   |
| 20,2   | 45-59 ans    | 19,2   |
| 18,9   | 30-44 ans    | 18,1   |
| 18,2   | 15-29 ans    | 16,2   |
| 19,9   | 0-14 ans     | 17,9   |

## Culture locale et patrimoine

### Lieux et monuments

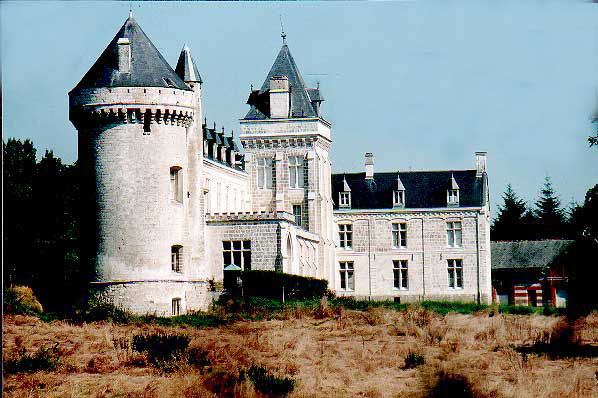
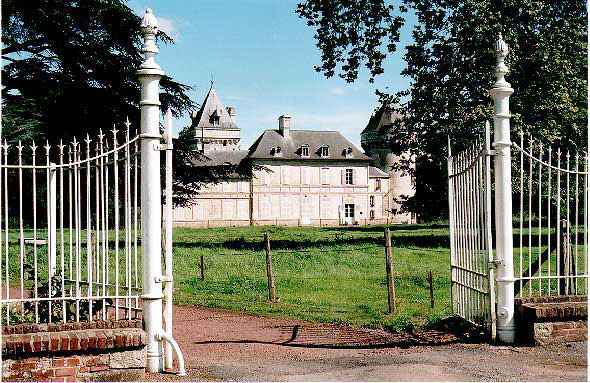
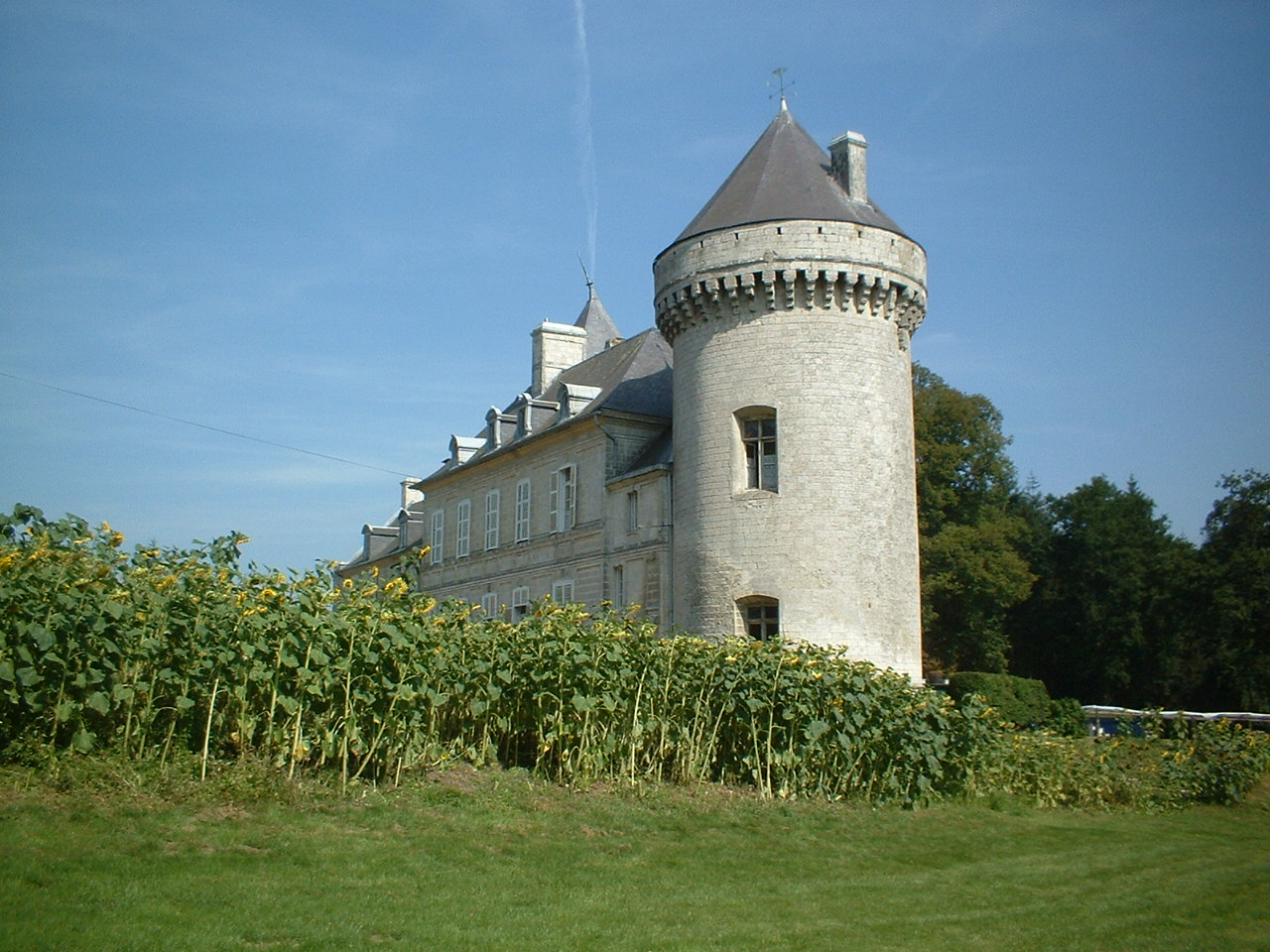

Le château de Villers-Châtel  Inscrit MH (2004, partiel) est une ancienne forteresse qui appartenait au seigneur de Gournai lors du siège d'Arras en 1414. 
Des chambres d'hôtes y sont aménagées

### Personnalités liées à la commune
.

### Héraldique
| Blason de Villers-Châtel | Blason  | Écartelé au 1) et 4) fascé d'or et d'azur de huit pièces, au 2) et 3) d'azur au soleil d'or. |
| Blason de Villers-Châtel | Détails | Le statut officiel du blason reste à déterminer.                                             |

## Pour approfondir